# Kürnach (Pleichach)
Die Kürnach ist ein unter 12 km langer Bach im bayerischen Landkreis und der Stadt Würzburg. Sie ist ein linker Zufluss der Pleichach.

## Name

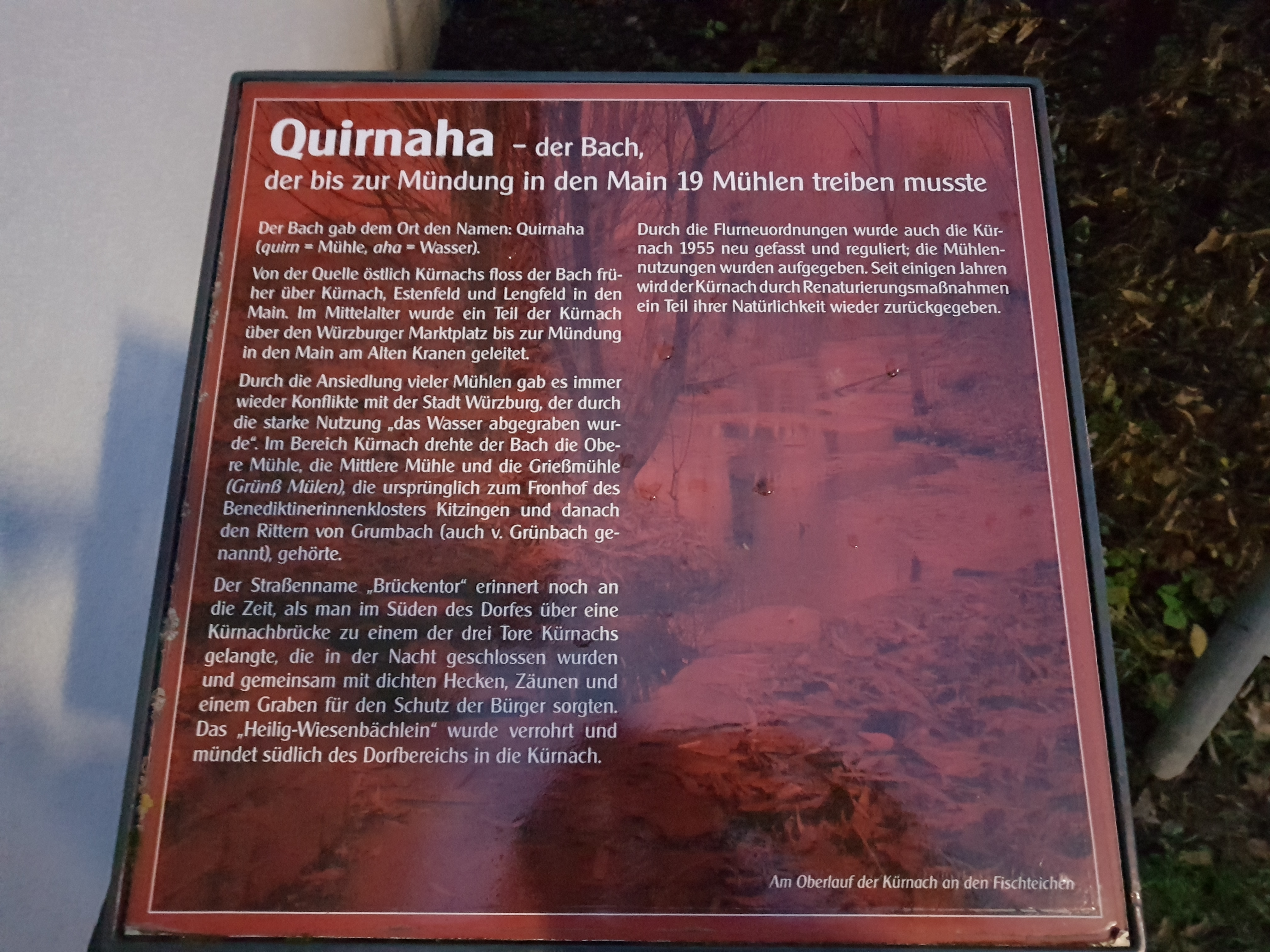
Informationstafel zur Kürnach

Im Jahre 779 wurde die Kürnach erstmals urkundlich erwähnt und hieß althochdeutsch Quirnaha. Quirn bedeutet so viel wie Mühle und aha bedeutet Wasser. Der Bach wurde als Mühlbach erwähnt.

## Geographie

### Verlauf
Die Kürnach entspringt dem Schwarzen Brunn, der östlich des Dorfes Kürnach im Nordteil des Waldes Rankenholz liegt. Sie fließt ungefähr südwestwärts. Dabei durchquert sie Kürnach sowie Estenfeld, wechselt dann aus dem Landkreis in die kreisfreie Stadt Würzburg und läuft ab deren Stadtteil Lengfeld im geschlossenen städtischen Siedlungsgebiet. Am Steigenfuß der nordostwärts nach Unterpleichfeld auf die Hochebene führenden B 19 mündet sie von links nach insgesamt 11,6 km in die unterste Pleichach.

### Zuflüsse
- Höllberggraben, von links und Osten in Estenfeld
- Nägeleinsbach, von links und Osten nach Estenfeld
- Riedbach, von links und Osten am Ortsanfang von Lengfeld

## Mühlen
- Obere Mühle, bei Kürnach
- Herrenmühle (mittlere) bei Kürnach
- Grießmühle (untere), westlich von Kürnach
- Weiße Mühle (früher Weismühle oder Weissmühle), südlich von Estenfeld
- Riedmühle, bei Lengfeld
- Holzmühle, in Lengfeld
- Rosenmühle, in Lengfeld
- Schlinglersmühle

Die drei Mühlen von Kürnach
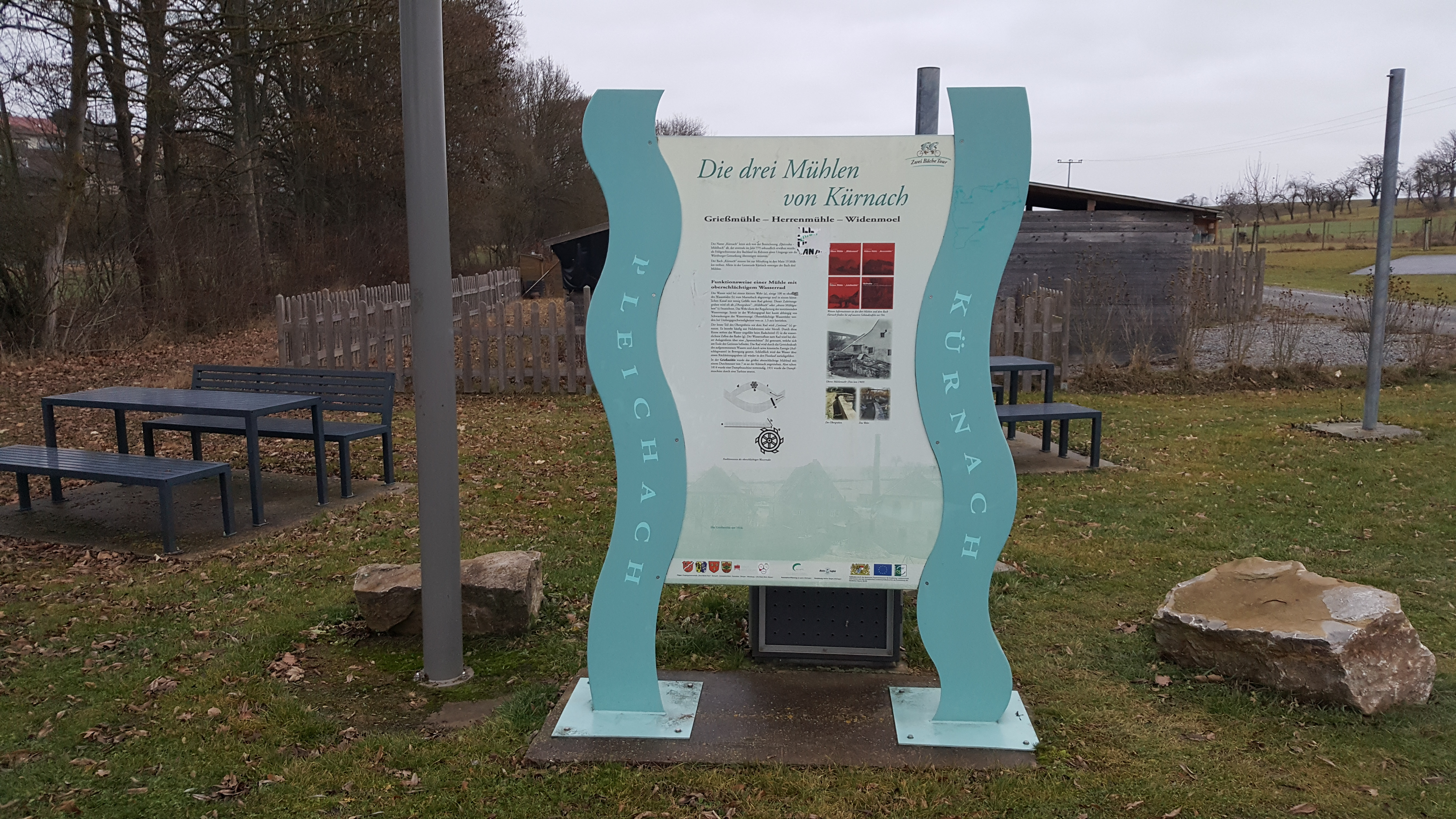
Hinweistafel
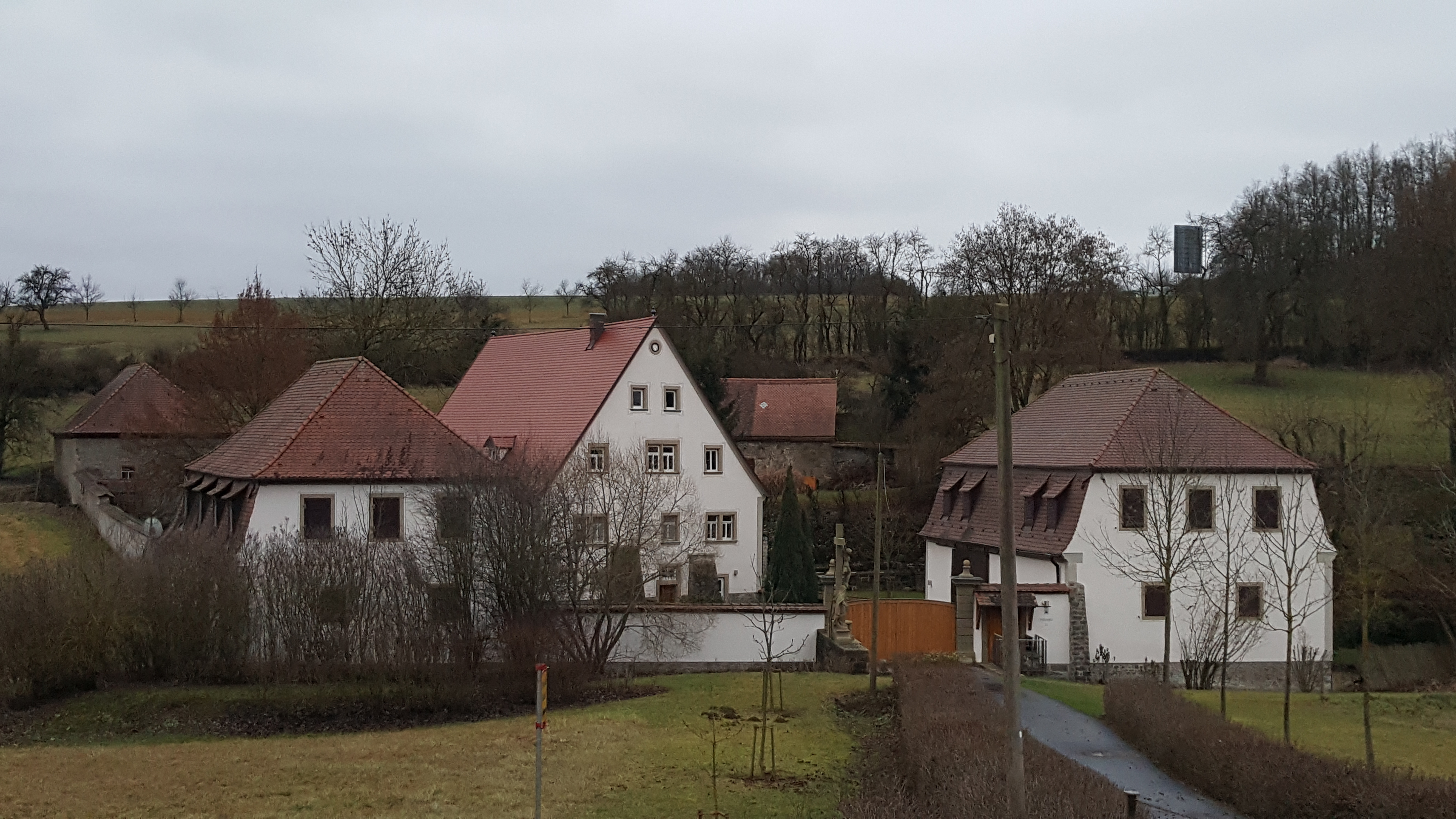
Untere Mühle – „Grießmühle“
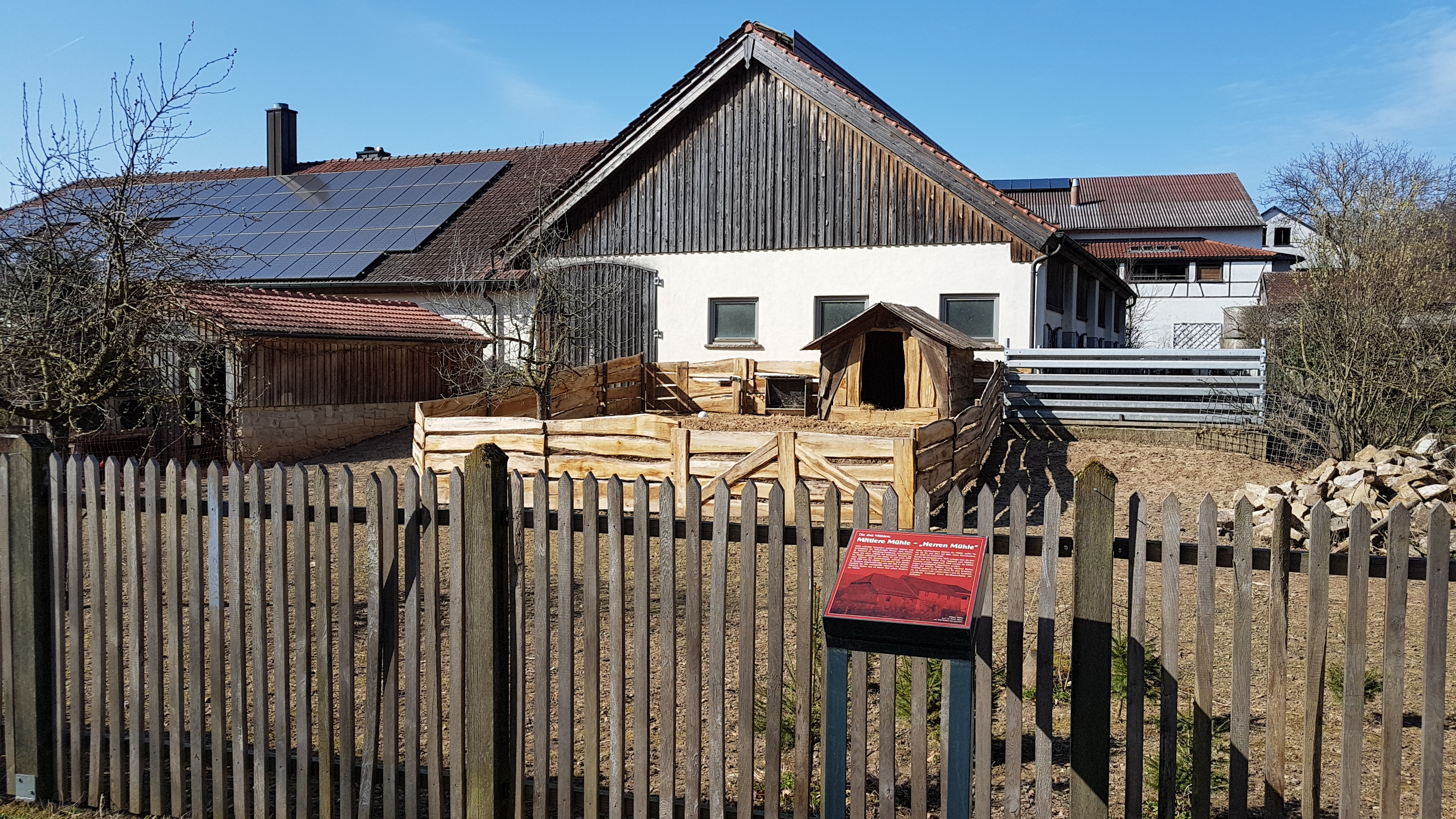
Mittlere Mühle – „Herrenmühle“

## Freizeit und Erholung
Die 24 Kilometer lange Zwei-Bäche-Radtour – gekennzeichnet durch zwei Fische auf einem Fahrrad – führt über befestigte und ausgeschilderte Wege entlang der Bäche Kürnach und Pleichach.